# Пескулузе (Лече)
Пескулузе (итал. Pesculuse) је насеље у Италији у округу Лече, региону Апулија.
Према процени из 2011. у насељу је живело 36 становника. Насеље се налази на надморској висини од 19 м.